# Mýtikas (Préveza)
Mýtikas, en grec moderne : Μύτικας, est un village du dème de Préveza, district régional de Préveza, en Épire, Grèce.
Selon le recensement de 2011, la population du village s'élève à 1 142 habitants.